# Barygenys atra
Barygenys atra är en groddjursart som först beskrevs av Günther 1896.  Barygenys atra ingår i släktet Barygenys och familjen Microhylidae. IUCN kategoriserar arten globalt som livskraftig. Inga underarter finns listade.